# Women's Trade Union League (Reino Unido)
La Women's Trade Union League, fundada en 1874 y conocida hasta 1890 como Women's Protective and Provident League, era una organización británica que promovía los sindicatos de mujeres trabajadoras. Fue creada por Emma Paterson, quien conocía los sindicatos gestionados por mujeres trabajadoras en Estados Unidos.

## Historia
La fundadora principal de la liga fue Emma Paterson. Miembro del Working Men's Club and Institute Union, convenció a muchos de los patrones de esa organización para que desempeñaran la misma función en la nueva liga. En 1872, se convirtió en secretaria de la Society for the Promotion of Women's Suffrage Association y, aunque pronto fue despedida, estos dos cargos consiguieron que se interesara por en el sindicalismo femenino. En 1873 visitó Estados Unidos y allí conoció la Sociedad Tipográfica de Mujeres y la Unión de Fabricantes de Paraguas de Mujeres. A su regreso a Inglaterra, escribió un artículo para Labor News, en el que hacía un llamamiento para la creación de una asociación de mujeres sindicalistas.
En julio de 1874, se convocó un congreso para debatir la propuesta de Paterson. En esta reunión, presidida por Hodgson Pratt, se acordó establecer la "Women's Protective and Provident League", no como una federación sindical, sino como una organización que promoviera el sindicalismo de las mujeres. Inicialmente, tenía cuatro objetivos: proteger los salarios y las condiciones de las trabajadoras, proporcionar beneficios para las trabajadoras enfermas y desempleadas, servir como oficina de empleo y promover el arbitraje en caso de disputas entre trabajadoras y empleadores. También se eligió un comité ejecutivo. Paterson seguía interesada en formar un sindicato de mujeres, lo que consiguió un poco después, cuando creó la National Association of Working Women.
La WPPL facilitó la creación de varios sindicatos de mujeres, incluida las  asociaciones de mujeres empleadas en encuadernación, la de maquinistas de costura de Londres, la de tapicerías, la de tejedoras de lana pesada de Dewsbury, Batley y los distritos circundantes, la asociación de mujeres hilanderas de Leeds y la Benefit Society for Glasgow Working Women. Muchas de ellas pronto desaparecieron, pero prosperaron las encuadernadoras y sobrevivieron las tapicerías e incorporaron a Jeannette Wilkinson a la organización. La liga también creó el Women's Halfpenny Bank en 1879, otorgando préstamos a las socias, además de proporcionarles una sala de lectura, biblioteca y registro de empleo, un club de natación y viajes a Epping Forest.
En 1875, Paterson y Edith Simcox se convirtieron en las primeras mujeres delegadas en el Congreso de Sindicatos. En este congreso y en los siguientes, las representantes de WPPL promovieron los derechos de las mujeres, argumentando en contra de las barreras impuestas al empleo de las mujeres. Por otra parte, la liga se opuso al empeño de  Thomas Burt y Henry Broadhurst en impedir que las mujeres trabajaran en las minas de carbón, alineándose con la Personal Rights Association y la Liberty and Property Defence League  para hacerlo. A partir de 1876, el sindicato publicó una revista mensual, Women's Union Journal. Sin embargo, esto consumió casi la mitad de sus fondos y tuvo que luchar para sobrevivir. En 1879, se enfrentó a una deuda de 90 libras, que fue cubierta en gran parte por una colecta organizada por Stopford Brooke.
Paterson murió en 1886, a partir de entonces la liga fue dirigida por Emilia Dilke, quien también contribuyó con cerca de cien libras al año de sus fondos personales. La liga se centró en promover legislación para mejorar los derechos de las mujeres trabajadoras y en persuadir a los sindicatos de hombres para que comenzaran a admitir mujeres. Mona Wilson se convirtió en secretaria general en 1899 y le sucedió Mary Macarthur en 1903. El liderazgo de Macarthur rejuveneció la liga y en 1905 sus miembros sumaban ya 70.000, cifra en la que estaban incluidos 16.000 hombres.
En 1906, Macarthur fundó el Sindicato de Operarias de Textiles de Yute, Lino y Afines  para mejorar la posición de las trabajadoras en la ciudad. Las dificultades  de apoyo al sindicato la llevaron a fundar la National Federation of Women Workers (NFWW), con unos estatutos que establecían que tres miembros de la liga formarían parte de la ejecutiva de la federación. La federación asumió directamente gran parte del trabajo de organización que anteriormente cubría la liga.
La liga se interesó por las condiciones de trabajo de los niños y formó un comité para examinar el papel de asalariados que estos tenían y asesorar sobre la reforma. Entre sus  miembros estaban la feminista Jane Brownlow, la socialista Margaret Macdonald y Ruth Homan.
En 1915, la liga lanzó una campaña para que las mujeres que realizaban trabajos de guerra, particularmente en las fábricas de municiones, se afiliaran a los sindicatos. Al año siguiente, colaboró con la NFWW, el Gremio Cooperativo de Mujeres, la Liga Laboral de Mujeres y el Gremio de Mujeres Ferroviarias para establecer el Comité Conjunto Permanente de Organizaciones de Mujeres Industriales con el fin de abogar por la representación de las mujeres trabajadoras en los organismos gubernamentales.
Macarthur asistió a la Conferencia Internacional del Trabajo de las Mujeres en 1919, y también a la conferencia de la fundación de la Organización Internacional del Trabajo, como asesora de GH Stuart-Bunning. Estas conferencias la inspiraron para fusionar las organizaciones sindicales de mujeres con sus homólogas, lo que se logró en 1921, cuando The Women's Trade Union League se convirtió en la Sección de Mujeres de Trades Union Congress (TUC), con dos puestos para mujeres en el Consejo General de la TUC.

## Secretarias generales
1874: Emma Paterson
1886: Clementina Black
1888:
1892: Gertrude Tuckwell
1899: Mona Wilson
1903: Mary Macarthur

## Presidentas
1886: Emilia Dilke
1904: Gertrude Tuckwell